# Coenotephria saidabadi
Coenotephria saidabadi är en fjärilsart som beskrevs av Brandt 1941. Coenotephria saidabadi ingår i släktet Coenotephria och familjen mätare. Inga underarter finns listade i Catalogue of Life.